# Osamu Kanemura
Osamu Kanemura (* 29. března 1964, Kóendži, Tokio) je japonský fotograf. Specializuje se na černobílou fotografii městské krajiny.

## Životopis
Poté, co nastoupil na střední školu Tokyo Metropolitan Tachikawa High School, ho učitel přistihl, jak fetuje ředidlo na barvy na školní toaletě, a byl vyloučen. S cílem stát se hudebníkem se nejprve stal kabaretním kapelníkem. V pětadvaceti letech mu kamarád doporučil studium filmu na Image Forum Film Institute. Vystudoval fotografii u fotografa Kijoši Suzukiho na Tokijské škole fotografie a zároveň pracoval na částečný úvazek jako kameraman. Zde na něj zapůsobily fotografie Masaakiho Kasugy a začal fotografovat městskou krajinu. Po absolutoriu pracoval jako lektor na své alma mater, Tokyo College of Photography, a publikoval své fotografie při roznášení novin do nádražních obchodů. Aktivně vyučuje další generaci, například otevřením vlastní dílny.

## Kariéra
- 1964 – Narodil se v Kóendži, Suginami-ku, Tokio
- 1986 - Absolvoval Image Forum Video Research Institute. Jeho videotvorba (hlavně 8mm film) byla v té době vyjádřena především jeho vlastními vystoupeními ve stylu punk rocku (ve skutečnosti založil kapelu a vystupoval)
- 1986 - Účast na "Studio-Swit's" založeném v Higaši-Nakano absolventy Image Forum. Jakmile se naučil základy fotografické technologie od Tošijukiho Saito, hlavního člena založení společnosti, probudil v sobě sebevyjádření prostřednictvím fotografie a rozhodl se publikovat své první fotografické dílo v měsíční brožuře „SWIT'S on“, která byla poprvé publikováno v dubnu 1987
- 1989 – Vstoupil na Tokijskou školu fotografie. Přibližně v této době začal Kanemura pracovat na částečný úvazek a umísťoval „Nikkan Gendai“ do obchodů v prostorách stanice Šindžuku. Noviny měly A ráno a B odpoledne, mezitím spousta čekací doby na oběd. Kanemura toho času využil k dalšímu fotografování města
- 1992 – Od té doby, co byl pozván na Rotterdamské fotografické bienále, uspořádal řadu samostatných i skupinových výstav v Japonsku i v zámoří
- 1993 – Absolvoval Tokyo College of Photography
- 1996 – V Muzeu moderního umění v New Yorku byl vybrán jako jeden ze šesti nejpozoruhodnějších světových fotografů a vystavoval zde své fotografie
- 1997 - Obdržel cenu Japonské fotografické společnosti Newcomer Award a 13. Cenu Higašikawy Newcomer Award
- 2000 - Obdržel 19. Cenu Kena Domona v druhém nejmladším věku v historii. 18. května téhož roku se objevil jako host na " Top Runner " (NHK)
- Říjen 2001, Passion Continent (Mainichi Broadcasting) vysílal s Kanemurou
- 2004 - Účast na Mezinárodním fotografickém festivalu v Arles
- 2014 – Obdržel 39. Cenu Nobua Iny

## Seriály v Nippon Camera
V čísle leden-prosinec 2005 působil jako porotce v sekci černobílého tisku měsíční soutěže v magazínu Nippon Camera a dával upřímné recenze. Redakce Nippon Camera prý téměř každý měsíc dostávala protesty kvůli tvrdé kritice. V lednu až prosinci 2006 publikoval sérii esejů s názvem „Photography Love“. V lednovém až prosincovém čísle 2007 byl jako porotce měsíční soutěže vytvořen koutek s názvem „Chci, aby mě Osamu Kanemura vynadal!“ a čtenáři dostali unikátní recenzi. Ve vydání z ledna až prosince 2008 psal seriál „Pokud se chcete stát umělcem Osamu Kanemura“, který hovoří o jeho cestě a teorii fotografie. Od srpna 2012 do července 2013 publikoval seriál „Hardcore of Photography“, který hodnotí výstavy fotografií a umělecké výstavy. Ve vydání leden-prosinec 2020 měl opět na starosti porotce sekce měsíčního soutěžního monochromatického tisku.

## Publikace
- Mole Unit No.4; Clash landing, (Mole, 1995) ISBN 9784938628185
- Happiness is a Red before Exploding (2000) ISBN 9784898300534
- SPIDER'S STRATEGY, 2001, ISBN 9784309904405
- I CAN TELL (2001) ISBN 9784826130479
- In between No.12, 2006, ISBN 4-903152-11-1
- My Name is Shockhammer, 2007
- German Suplex, 2008
- Stravinsky Overdrive, 2010
- Suzy Cream Oil Cheese, 2012
- ECTOPLASM PROFILING, 2014